# Латиноамериканська музика
Латиноамерика́нська му́зика (ісп. música latinoamericana) — узагальнена назва музичних стилів і жанрів країн Латинської Америки, а також музика вихідців з цих країн, які компактно проживають на території інших держав і утворюють великі латиноамериканські спільноти (наприклад, у США). У розмовній мові часто використовується скорочена назва «латинська музика» (ісп. música latina).
Латиноамериканська музика, роль якої в повсякденному житті Латинської Америки вельми висока, є сплавом багатьох музичних культур, проте основу її складають три компоненти: іспанська (або португальська), африканська і індіанська музичні культури. Як правило, латиноамериканські пісні виконуються іспанською або португальською мовами, рідше — французькою. Латиноамериканські виконавці, що живуть у США, зазвичай двомовні і нерідко використовують тексти англійською мовою.
Власне іспанська та португальська музика не відноситься до латиноамериканської, бувши, однак, тісно пов'язана з останньою великою кількістю зв'язків; причому вплив іспанської та португальської музики на латиноамериканську обопільно.
Попри те, що латиноамериканська музика вкрай неоднорідна і в кожній країні Латинської Америки має свої особливості, стилістично її можна поділити на кілька основних регіональних стилів: Андську музику;
- центральноамериканську музику;
- карибської музики;
- аргентинську музику;
- мексиканську музику;
- бразильську музику.

Слід, однак, мати на увазі, що такий розподіл дуже умовно і межі цих музичних стилів сильно розмиті.

## Андська музика
До андської музики зазвичай відносять музику заходу Південної Америки: Перу, Еквадору, Болівії та Чилі, гірських районів Колумбії і Венесуели. Андська музика найбільше з усіх латиноамериканських музичних жанрів знаходиться під впливом індіанських традицій. Як правило, вплив африканської музичної культури в ній незначно або повністю відсутній, а в ряді традиційних жанрів практично не відчувається і іспанський вплив.

## Центральноамериканська музика
До центральноамериканської музики, відповідно до її назви, відносять музику країн Центральної Америки: Гватемали, іспаномовної частини Белізу, Сальвадору, Гондурасу, Нікарагуа, Коста-Рики, Панами, частини Колумбії і Венесуели.

## Карибська музика
Ця група стилів охоплює латиноамериканську музику численних островів басейну Карибського моря, а також узбережжя країн, що омиваються ім. До карибської музики відносять музику Куби, Пуерто-Рико, Домініканської Республіки, узбережжя Венесуели і Колумбії, а також «франкомовну» музику Гаїті, Гваделупи та Мартиніки (часто під «Латинською Америкою» розуміють тільки іспано- та португаломовних її частина, тоді як французька мова з такою ж часткою обґрунтованості може бути віднесений до «латинським» мов).
В силу великих розмірів і «самодостатності» країн, музику Аргентини, Мексики і Бразилії виділяють в окремі групи.
Крім того, існує кілька жанрів, породжених традиційної латиноамериканською музикою, але не мають «прив'язки» до якогось конкретного регіону: латин-джаз;
латин-поп;
латин-рок.